# Światowy Finał IAAF 2006
Światowy Finał IAAF 2006 (ang. 2006 IAAF World Athletics Final) – zawody lekkoatletyczne, które odbyły się 9 i 10 września 2006 na Gottlieb-Daimler-Stadion. Pierwszy raz Światowy Finał Lekkoatletyczny zorganizowano w niemieckim Stuttgarcie. Była to 4. edycja imprezy.

## Wyniki
| Konkurencja          | Złoto                                 | Złoto      | Srebro                                         | Srebro   | Brąz                                             | Brąz       |
| 100 m                | Asafa Powell · Jamajka                | 9,89 CR    | Leonard Scott · Stany Zjednoczone              | 9,91 PB  | Tyson Gay · Stany Zjednoczone                    | 9,92       |
| 100 m                | Sherone Simpson · Jamajka             | 10,89      | Torri Edwards · Stany Zjednoczone              | 11,06 SB | Allyson Felix · Stany Zjednoczone                | 11,07      |
| 200 m                | Tyson Gay · Stany Zjednoczone         | 19,68 CR   | Wallace Spearmon · Stany Zjednoczone           | 19,88 PB | Usain Bolt · Jamajka                             | 20,10      |
| 200 m                | Allyson Felix · Stany Zjednoczone     | 22,11 CR   | Sanya Richards · Stany Zjednoczone             | 22,17 PB | Sherone Simpson · Jamajka                        | 22,22      |
| 400 m                | Jeremy Wariner · Stany Zjednoczone    | 44,02 CR   | Gary Kikaya · Demokratyczna Republika Konga    | 44,10 AR | LaShawn Merritt · Stany Zjednoczone              | 44,14 PB   |
| 400 m                | Sanya Richards · Stany Zjednoczone    | 49,25 CR   | Novlene Williams · Jamajka                     | 50,36    | Shericka Williams · Jamajka                      | 50,44      |
| 800 m                | Mbulaeni Mulaudzi · Południowa Afryka | 1:46,99    | Bram Som · Holandia                            | 1:47,10  | Wilfred Bungei · Kenia                           | 1:47,22    |
| 800 m                | Zulia Calatayud · Kuba                | 1:59,02 CR | Janeth Jepkosgei · Kenia                       | 1:59,10  | Hasna Benhassi · Maroko                          | 1:59,44    |
| 1500 m               | Alex Kipchirchir · Kenia              | 3:32,76 CR | Bernard Lagat · Stany Zjednoczone              | 3:32,93  | Augustine Choge · Kenia                          | 3:33,37    |
| 1500 m               | Maryam Yusuf Jamal · Bahrajn          | 4:01,58    | Tatjana Tomaszowa · Rosja                      | 4:03,26  | Jelena Sobolewa · Rosja                          | 4:03,49    |
| 3000 m               | Tariku Bekele · Etiopia               | 7:38,98    | Edwin Soi · Kenia                              | 7:39,25  | Isaac Kiprono Songok · Kenia                     | 7:39,50    |
| 3000 m               | Meseret Defar · Etiopia               | 8:34,22 CR | Tirunesh Dibaba · Etiopia                      | 8:34,74  | Vivian Cheruiyot · Kenia                         | 8:38,86 PB |
| 5000 m               | Kenenisa Bekele · Etiopia             | 13:48,62   | Edwin Soi · Kenia                              | 13:49,45 | Abreham Cherkos Feleke · Etiopia                 | 13:49,66   |
| 5000 m               | Tirunesh Dibaba · Etiopia             | 16:04,77   | Meseret Defar · Etiopia                        | 16:04,78 | Isabella Ochichi · Kenia                         | 16:07,39   |
| 3000 m z przeszk.    | Paul Kipsiele Koech · Kenia           | 8:01,37    | Richard Mateelong · Kenia                      | 8:08,62  | Bouabdellah Tahri · Francja                      | 8:10,86    |
| 3000 m z przeszk.    | Alesia Turawa · Białoruś              | 9:27,08    | Jeruto Kiptum · Kenia                          | 9:28,60  | Salome Chepchumba · Kenia                        | 9:29,58    |
| 110 m ppł/ 110 m ppł | Liu Xiang · Chiny                     | 12,93 CR   | Dayron Robles · Kuba                           | 13,00 NR | Allen Johnson · Stany Zjednoczone                | 13,01 SB   |
| 110 m ppł/ 110 m ppł | Michelle Perry · Stany Zjednoczone    | 12,52      | Damu Cherry · Stany Zjednoczone                | 12,56    | Perdita Felicien · Kanada                        | 12,58 SB   |
| 400 m ppł            | Periklis Jakowakis · Grecja           | 47,92      | Louis Jacob van Zyl · Południowa Afryka        | 48,08    | Bershawn Jackson · Stany Zjednoczone             | 48,24      |
| 400 m ppł            | Lashinda Demus · Stany Zjednoczone    | 53,42      | Tiffany Ross-Williams · Stany Zjednoczone      | 54,22    | Tetiana Tereszczuk-Antipowa · Ukraina            | 54,76      |
| Skok wzwyż           | Linus Thörnblad · Szwecja             | 2,33       | Andriej Silnow · Rosja                         | 2,33     | Stefan Holm · Szwecja · Jarosław Rybakow · Rosja | 2,29       |
| Skok wzwyż           | Kajsa Bergqvist · Szwecja             | 1,98       | Tia Hellebaut · Belgia                         | 1,98     | Wenelina Wenewa · Bułgaria                       | 1,98       |
| Skok o tyczce        | Paul Burgess · Australia              | 5,82       | Toby Stevenson · Stany Zjednoczone             | 5,82 SB  | Tim Lobinger · Niemcy                            | 5,82       |
| Skok o tyczce        | Jelena Isinbajewa · Rosja             | 4,75       | Monika Pyrek · Polska                          | 4,65     | Jennifer Stuczynski · Stany Zjednoczone          | 4,60       |
| Skok w dal           | Irving Saladino · Panama              | 8,41       | Mohamed Salman Al-Khuwalidi · Arabia Saudyjska | 8,34     | Luis Tsatumas · Grecja                           | 8,29       |
| Skok w dal           | Tatjana Lebiediewa · Rosja            | 6,92       | Bronwyn Thompson · Australia                   | 6,77     | Rose Richmond · Stany Zjednoczone                | 6,75       |
| Trójskok             | Yoandri Betanzos · Kuba               | 17,29      | Jadel Gregório · Brazylia                      | 17,12    | Walter Davis · Stany Zjednoczone                 | 16,98      |
| Trójskok             | Tatjana Lebiediewa · Rosja            | 14,82      | Chrisopiji Dewedzi · Grecja                    | 14,67    | Yamilé Aldama · Sudan                            | 14,67      |
| Kula                 | Reese Hoffa · Stany Zjednoczone       | 21,05      | Christian Cantwell · Stany Zjednoczone         | 20,94    | Rutger Smith · Holandia                          | 20,74      |
| Kula                 | Natalia Choronieko · Białoruś         | 19,81      | Valerie Vili · Nowa Zelandia                   | 19,64    | Nadzieja Astapczuk · Białoruś                    | 19,50      |
| Dysk                 | Virgilijus Alekna · Litwa             | 68,63 CR   | Gerd Kanter · Estonia                          | 68,47    | Aleksander Tammert · Estonia                     | 64,94      |
| Dysk                 | Franka Dietzsch · Niemcy              | 64,73      | Nicoleta Grasu · Rumunia                       | 62,32    | Anna Söderberg · Szwecja                         | 61,50      |
| Młot                 | Kōji Murofushi · Japonia              | 81,42      | Iwan Cichan · Białoruś                         | 81,12 SB | Krisztian Pars · Węgry                           | 80,41      |
| Młot                 | Betty Heidler · Niemcy                | 75,44 CR   | Kamila Skolimowska · Polska                    | 73,33    | Yipsi Moreno · Kuba                              | 71,85      |
| Oszczep              | Andreas Thorkildsen · Norwegia        | 89,50      | Tero Pitkämäki · Finlandia                     | 88,25    | Peter Esenwein · Niemcy                          | 85,30 SB   |
| Oszczep              | Barbora Špotáková · Czechy            | 66,21 NR   | Steffi Nerius · Niemcy                         | 65,06    | Christina Scherwin · Dania                       | 64,83 NR   |
|                      |                                       |            |                                                |          |                                                  |            |